# Fritz Baumer

Fritz Baumer

Fritz Baumer (* 16. März 1919 in Frankfurt am Main; † 7. Oktober 1989 in Sosberg) war ein deutscher Keramikkünstler (Mosaik).

## Leben
Baumer wurde als ältester Sohn eines Sprachlehrers in Frankfurt geboren und verbrachte seine Jugend in Daun und Koblenz. Prägend für seine spätere Mosaikgestaltung waren die Erzählungen seines Großvaters, der lange Zeit in der damaligen deutschen Kolonie Qingdao in China arbeitete und eine Sammlung chinesischer Kunstobjekte besaß.
An der Kunsthandwerkschule in Trier lernte er von 1936 bis 1939 bei Martin Mendgen und Fritz Grewenich Zeichnen, Bildhauerei und das Mosaikhandwerk. Als Soldat im Zweiten Weltkrieg wurde er ab 1939 in Polen, Frankreich und Russland eingesetzt. Die anschließende Kriegsgefangenschaft verbrachte er bis 1949 in Lagern in Nowosibirsk, Irkutsk, Taschkent, Samarkand, Alma Ata, Ulan Bator und Kirgisien. Hier beeinflussten ihn auch die Begegnungen mit asiatischen Keramiken und Mosaiken.
1949 kehrte er nach Koblenz zurück. Mit einem Stipendium studierte er ab 1950 an der Fachschule für Keramik in Höhr-Grenzhausen. Aus finanzieller Not benutzte er, statt teurer Glas- oder Natursteine, keramische Scherben von der Müllkippe der Schule. Später wurde ihm der Ausschuss von anderen Keramikern zugeschickt. Baumer zerschlug diese aussortierten Gefäße zu kleinen Mosaiksteinchen, die er zu einem neuen zweidimensionalen Bild zusammenfügte. Schwarzmatte Kristallglasurstückchen von Hubert Griemert, salzglasierte Scherben von Heiner Balzar oder chinaroter Bruch der Brüder Hohlt verwandelte er in Bildflächen, die durch ihren Reichtum an Farbe, Struktur und Tiefe bestechen und einen neuen Blick auf das Potenzial der keramischen Glasur eröffnen.
Konzeptuell begründete Baumer seine Mosaike auf zenbuddhistischer und christlicher Symbolik. „Für mich ist Asien keine fremde Welt“, betonte er. „Ich habe zwei Seiten in mir, die eine ist die europäische, die andere die asiatische.“ Von letzter Seite wurden seine Mosaiken hochgeschätzt. Vertreter der chinesischen Botschaft besuchten ihn in seinem Wohnort Sosberg im Hunsrück, aus Süd-Korea kamen Bitten zur Immigration und japanische Mäzene ermöglichten ihm und seiner Frau 1984 eine Reise durch Japan.
Für einen kleinen Kreis aus Unterstützern in Deutschland fertigte er Auftragsarbeiten an. Eine einzige Ausstellung fand im Frühjahr 1989 im Bürgerhaus in Blankenrath statt.
Wenige Monate später starb Fritz Baumer. Seine Grabstätte befindet sich auf dem Friedhof der Gemeinde Sosberg (Rheinland-Pfalz). Sie ist mit einer Skulptur von Wendelin Stahl versehen.
Anlässlich seines 100. Geburtstages ehrte ihn das Keramikmuseum Westerwald mit einer Sonderausstellung. Seine Witwe, Karin Baumer, übereignete dem Keramikmuseum Westerwald 2023 insgesamt 10 Werke, die den Kern seinem Lebenswerkes präsentieren und als geschlossenes Gesamtwerk erhalten bleiben sollen.

## Galerie

„Himmelsbild“ (1989, Durchmesser 101 cm)
Grüner Tisch (1973)
Aquarellbild als Skizze für ein späteres Mosaik